# Канади (колонії)
Канади (англ. The Canadas, кириліз.: Канадас) — це загальна назва для провінцій Нижня Канада та Верхня Канада, двох історичних британських колоній на території сучасної Канади. Обидві колонії утворені у 1791 році, коли Британський парламент ухвалив Конституційний акт, розділивши колоніальну провінцію Квебек на дві окремі колонії. Річка Оттава слугувала кордоном між Нижньою та Верхньою Канадою.
Канади об'єднані в єдине утворення у 1841 році, невдовзі після того, як лорд Дарем опублікував свою Доповідь про справи Британської Північної Америки. Його звіт містив кілька рекомендацій, зокрема — об'єднання Канад. Відповідно до його пропозиції, Британський парламент ухвалив Акт про союз 1840 року. Акт набув чинности у 1841 році, об'єднавши Нижню та Верхню Канаду в єдину провінцію — Провінцію Канада.
Терміни «Нижня» та «Верхня» Канада стосуються положення колоній відносно джерел річки Святого Лаврентія.
- Нижня Канада охоплювала південно-східну частину сучасної провінції Квебек, а також (до 1809 року) — регіон Лабрадору, що нині входить до складу Ньюфаундленду і Лабрадору[1].
- Верхня Канада включала територію, яка зараз є південною частиною провінції Онтаріо, а також землі, що межують із затокою Джорджен-Бей та озером Верхнім[1].

## Історія

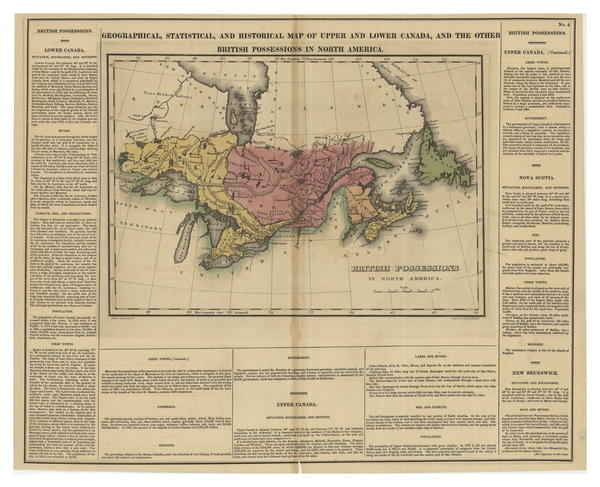
Географічна, статистична та історична карта Верхньої та Нижньої Канади та інших британських володінь у Північній Америці (1823 рік)

Дві колонії створені у 1791 році з ухваленням Конституційного акту 1791 року. Внаслідок припливу лоялістів після Війни за незалежність США, провінція Квебек поділена на дві нові колонії — Нижню та Верхню Канаду. Створення Верхньої Канади було відповіддю на зростання чисельности поселенців — лоялістів Об'єднаної імперії, які прагнули колоніального управління, заснованого на британських інституціях і загальному праві, зокрема на британському земельному праві. Навпаки, Нижня Канада зберегла більшість франко-канадських інституцій, гарантованих Квебекським актом, включаючи французьку систему цивільного права.
У 1838 році до колоній відправлений лорд Дарем з метою вивчення причин повстання в Канадах. У своїй доповіді про колонії він рекомендував об'єднання обох Канад і запровадження відповідального уряду. Британський парламент зрештою виконав першу з цих рекомендацій, ухваливши Акт про союз 1840 року. Акт набув чинности у 1841 році, внаслідок чого Канади були об'єднані в Провінцію Канада. Проте, відповідального уряду акт не запровадив — його введено лише у 1848 році.